# Колиндрес, Даниэль
Даниэль Колиндрес Солера (исп. Daniel Colindres Solera; 10 января 1985, Алахуэла, Коста-Рика) — коста-риканский футболист, полузащитник клуба «Мунисипаль Либерия». Выступал за сборную Коста-Рики.

## Карьера

### Клубная
В начале своей карьеры играл в мини-футбол. Был участником Панамериканских игр 2007 года в составе сборной страны.
Даниэль Колиндрес начал свою серьёзную карьеру в большом футболе только в 24 года. В этом возрасте воспитанник «Саприссы» оказался в главной команде. Однако пробиться в её состав ему не удалось. Три сезона игрок на правах аренды выступал за «Сантос де Гуапилес» и «Пунтаренас». В них ему удалось хорошо себя проявить. В 2014 году Колиндрес вернулся в «Саприссу», с которой неоднократно становился чемпионом страны.

### Сборная
За сборную Коста-Рики Даниэль Колиндрес дебютировал 2 сентября 2011 года в товарищеском матче против сборной США, который завершился победой «тикос» со счётом 1:0. В 2015 году, после долгого перерыва, он вновь стал вызываться в расположение национальной команды страны.

## Достижения
«Саприсса»
- Чемпион Коста-Рики (7): клаусура 2010, клаусура 2014, апертура 2014, апертура 2015, апертура 2016, клаусура 2018, клаусура 2021
- Обладатель Кубка Коста-Рики: 2013

«Башундхара Кингз»
- Чемпион Бангладеш: 2018/19
- Обладатель Кубка независимости: 2019
- Обладатель Кубка федерации: 2020

«Абахани»
- Обладатель Кубка независимости: 2021/22
- Обладатель Кубка федерации: 2021/22